# Lamberville (Mancha)
Lamberville é uma comuna francesa na região administrativa da Normandia, no departamento da Mancha. Estende-se por uma área de 7,12 km². Em 2010 a comuna tinha 174 habitantes (densidade: 24,4 hab./km²).